# André Maurois
André Maurois, született Émile Salomon Wilhelm Herzog (Elbeuf, 1885. július 26. –‎ Neuilly-sur-Seine, 1967. október 9.) francia író.

## Életrajza
Maurois 1885. július 26-án született Elbeufben, és a roueni Pierre Corneille Líceum-ban tanult, mindkettő Normandiában. A Javal család tagja, Maurois Ernest Herzog zsidó textilgyáros és felesége, Alice Lévy-Rueff fia volt. Családja az 1870–1871-es francia-porosz háború után elmenekült Elzászból, és Elbeufben talált menedéket, ahol gyapjúgyáruk volt. Amint azt Maurois megjegyezte, a család a teljes elzászi munkaerőt magával vitte az áthelyezett malomba, amelyért Maurois nagyapját felvették a Becsületrendbe, mert „megmentett egy francia ipart”. Ezt a családi hátteret tükrözi Maurois Bernard Quesnay című regénye – egy fiatal, művészi és intellektuális hajlamú első világháborús veterán története, akit akarata ellenére kényszerítenek, hogy igazgatóként dolgozzon nagyapja textilgyárában – a karakter egyértelműen sok önéletrajzi elemet tartalmaz.
Az első világháború alatt csatlakozott a francia hadsereghez, és Winston Churchill alezredes tolmácsaként szolgált (Martin Gilbert szerint a Churchill and the Jews című könyvében, Henry Holt and Company, New York, 2007), majd összekötő tisztként a brit hadseregnél. Első regénye, a Les silences du colonel Bramble szellemes és társadalmilag realista beszámolója volt ennek az élménynek. Azonnali sikert aratott Franciaországban. Lefordították, és az Egyesült Királyságban és más angol nyelvű országokban The Silence of Colonel Bramble néven vált népszerűvé. Sok más művét angolra is lefordították, mivel gyakran foglalkoztak brit emberekkel vagy témákkal, például Disraeli, Byron és Shelley életrajzai.
1938-ban Maurois-t beválasztották a tekintélyes Académie française-ba. Philippe Pétain marsall bátorította és segítette e poszt betöltésében, és 1941-es önéletrajzában, Call No Man Happy, Pétain iránti tartozását köszönettel ismerte el – bár a megírás idejére útjaik élesen elváltak egymástól, miután Pétain Franciaország Vichy államfője lett.
Amikor a második világháború kitört, kinevezték a brit főparancsnokság francia hivatalos megfigyelőjének. Ebben a minőségében elkísérte a brit hadsereget Belgiumba. Személyesen ismerte a francia kormány fő politikusait, és 1940. június 10-én Londonba küldték kiküldetésbe. A fegyverszünet után küldetése véget ért, leszerelték és Angliából Kanadába utazott. Ezekről az élményeiről írt Tragedy in France című könyvében.
Később a második világháborúban a francia hadseregben és a szabad francia erőknél szolgált.
Maurois álneve lett a hivatalos neve 1947-ben.
1967-ben halt meg Neuilly-sur-Seine-ben, miután regények, életrajzok, történetek, gyerekkönyvek és tudományos-fantasztikus történetek szerzőjeként dolgozott. A Párizs melletti Neuilly-sur-Seine közösségi temetőben nyugszik.

## Családja
Maurois első felesége Jeanne-Marie Wanda de Szymkiewicz volt, egy fiatal lengyel-orosz arisztokrata, aki az Oxfordi Egyetemen tanult; később, 1918-ban idegösszeomlást kapott, majd 1924-ben szepszisben halt meg. Apja halála után Maurois feladta a családi vállalkozást, a textilgyártást (1926-os Bernard Quesnay című regényében tulajdonképpen saját maga egy alternatív életét írta le, amelyben belecsöppent volna egy textiliparos életébe és minden másról lemondott volna.
Második felesége Simone de Caillavet volt, Gaston Arman de Caillavet drámaíró és Jeanne Pouquet lánya, valamint Anatole France szeretőjének, Léontine Arman de Caillavet unokája. Franciaország 1940-es bukása után a házaspár az Egyesült Államokba költözött, hogy segítsen a nácik elleni propagandamunkában.
Jean-Richard Bloch a sógora volt.

## Idézetek
```
"A különböző nemzedékek elméi éppoly áthatolhatatlanok egymás után, mint Leibniz monádjai." (Ariel, 1923.)
"Család nélkül az ember, egyedül a világon, remeg a hidegtől."
[
18
]
[
19
]
```

## Bibliográfia
- 1918: Les Silences du colonel Bramble. Tartalmazza André Maurois fordítását Rudyard Kipling híres költeményéről: Ha – (a fordítást néha tévesen Paul Éluard-nak tulajdonítják)
- 1919: Ni ange ni bête fiction historique
- 1922: Bernard Quesnay, 1926-ban újra megjelenik egy átdolgozott változatban, a következő címmel: La Hausse et la Baisse
- 1922: Les Discours du docteur O'Grady. Átveszi a karaktereket Bramble-től
- 1923: Ariel ou la Vie de Shelley, életrajz
- 1924: Dialogue sur le commandement, esszé
- 1926: La Hausse et la Baisse, regény
- 1926: Meïpe ou la Délivrance, mese és novella
- 1927: La Vie de Disraeli, történelmi tanulmány
- 1927: Études anglaises, esszé
- 1927: Le Chapitre suivant, 1. változat
- 1928: Climats, regény
- 1928: Voyage au pays des Articoles, mese és novella
- 1929: Le Pays des trente-six mille volontés, Adrienne Ségur(wd)[20] illusztrációi, Librairie Hachette, Paris
- 1928: Raymond Woog(wd)[21], esszé
- 1928: Aspects de la biographie, hat előadást tartottak a Trinity Collegeben(wd), Cambridge-ben, 1928 májusában a Clark Alapítvány számára
- 1930: Don Juan(wd) ou la vie de Byron, biographie
- 1930: Relativisme, esszé
- 1930: Patapoufs et Filifers, gyermekkönyv, illusztrálta: Jean Bruller
- 1931: Lyautey, életrajz
- 1931: Tourgueniev, életrajz
- 1931: Le Peseur d'âmes, egy regény, amely a lélek súlyának elméletét idézi
- 1932: Le Côté de Chelsea, regény, Gallimard
- 1932: Mes songes que voici, journaux, Grasset
- 1932: Le Cercle de famille, regény
- 1933: Chantiers américains, Gallimard NRF, esszék
- 1933: Édouard VII et son temps, életrajz
- 1934: L'Instinct du bonheur, regény
- 1934: Sentiments et Coutumes, esszé
- 1935: Magiciens et Logiciens, esszé
- 1935: Voltaire, életrajz
- 1935: Premiers contes, mesék, Rouen, H. Defontaine
- 1937: Histoire de l'Angleterre, történelmi
- 1937: La Machine à lire les pensées, mesék és novellák
- 1938: René ou la Vie de Chateaubriand, életrajz és irodalom littéraire[22]
- 1939: Un art de vivre, esszé
- 1939: L’Empire français, Auguste Leroux(wd)[23] illusztrációi, Librairie Hachette. A francia gyarmati birodalmat bemutató gyerekalbum.
- 1939: États-Unis 1939, Paris, 1939
- 1939: Discours prononcé dans la séance publique de sa réception à l'Académie Française le jeudi 22 juin 1939, Az Académie Française-ban tartott fogadóórájának nyilvános ülésén elhangzott beszéd 1939. június 22-én, csütörtökön, szerk. Firmin Didot és Társa.
- 1942: "Mémoires - Emlékiratok, Éditions de la Maison Française
- 1943: Toujours l'inattendu arrive, mesék és novellák
- 1943: Histoire des États-Unis, történelem
- 1946: Journal des États-Unis 1946
- 1946: Terre promise, regény
- 1946: Sept visages de l'amour, esszé
- 1947: Nouveaux discours du Docteur O'Grady, ez a munka többek között a két hangyafaj, a Pheidoles és az Iridomyrmex közötti világháborút idézi fel. Ez a könyv, amely a második világháborút követi nyomon, jelzi az első óta bejárt szellemi utat. Jean-Paul Sartre elképzelései, mint az atombomba által hozott új megállapodás megidéződik.
- 1947: Histoire de France, Éditions Dominique Wapler
- 1947: Des mondes impossibles, mesék és novellák
- 1947: Rouen dévasté, esszé, első bibliofil kiadás rézkarcokkal és litográfiákkal Émile-Henry Tilmanstól, Norman Society of the Book Friends of the Book, második kiadás Nagel, 1948
- 1949: À la recherche de Marcel Proust, tanulmány és irodalmi életrajz,[24] Éditions Hachette
- 1950: Alain, tanulmány és irodalmi életrajz
- 1951: Ce que je crois, esszé, Grasset
- 1952: Lélia ou la Vie de George Sand, tanulmány és irodalmi életrajz
- 1952: Destins exemplaires, esszé
- 1953: L'Angleterre romantique, Grau Sala 24 gouache kompozíciójának illusztrált kiadása, G. Angiolini et R. Boyer, Gallimard, NRF
- 1954: Olympio ou la Vie de Victor Hugo, történelmi tanulmány és életrajz
- 1954: Femmes de Paris, Plon
- 1955: Paris Capitale, Maurice Utrillo tíz eredeti Lucie Valore(wd)[25] litográfiával, Éditions J. Foret, Paris
- 1956: Lettres à l'inconnue
- 1957: Lecture, mon doux plaisir, esszé
- 1957: Les Trois Dumas, életrajz
- 1957: Robert et Elizabeth Browning, életrajz
- 1958: L'Impromptu de Barentin, Festival de Barentin
- 1959: Histoire de la France (2 kötet), új, frissített kiadás
- 1959: Portrait d'un ami qui s'appelait moi
- 1960: Le Monde de Marcel Proust, Éditions Hachette, történelmi és irodalmi tanulmány
- 1962: Les Deux Géants - Histoire des États-Unis et de l'U.R.S.S : De 1917 à nos jours, Aragonnal és Robert Laffont-nal(wd)[26]
- 1965: Prométhée ou la Vie de Balzac, történelmi és életrajzi tanulmány
- 1956: Les Roses de septembre, regény
- 1959: La Vie de sir Alexander Fleming, életrajz
- 1960: Pour piano seul, mesékr és novellák
- 1961: Adrienne ou la Vie de Mme de La Fayette(wd)[27], életrajz
- 1964: La Conversation, esszé
- 1966: Au commencement était l'action, esszé
- 1966: Lettre ouverte à un jeune homme sur la conduite de la vie, Nyílt levél egy fiatal férfinak az életvezetésről
- 1967: Le Chapitre suivant 2. verzió

## Magyarul
- Költő a máglyán (Ariel ou la vie de Shelley) – Pesti Napló, Budapest · fordította: Szántó Rudolf
- Disraëli élete (La Vie de Disraeli) – Genius, Budapest, 1928 (Emberek, életek, szerelmek) · fordította: Szini Gyula
- Kolumbusz Kristóf igaz kalandja – Genius, Budapest, 1928 · fordította: Sándor Imre
- Két asszony között (Climats) – Pantheon Irodalmi Intézet, Budapest, 1929 · fordította: Komor András
- Byron élete (Don Juan ou la vie de Byron) – Dante, Budapest, 1930 (A modern regény klasszikusai) · fordította: Benedek Marcell
- Asszonyok útja – Athenaeum, Budapest, 1932 · fordította: Sárközi György.
- A textilgyáros. Regény (Bernard Quesnay(wd)) – Cserépfalvi, Budapest, 1934 · fordította: Hevesi András
- VII. Edward és kora (Édouard VII et son temps) – Athenaeum, Budapest, 1934 · fordította: Lányi Viktor
- A boldogság ösztöne (L'Instinct du bonheur) – Athenaeum, Budapest, 1935 · fordította: Erdélyi Elly
- A hallgatag Bramble ezredes. Regény (Les silences du colonel Bramble) – Epocha, Budapest, 1936 · fordította: Ujvári Imre
- Gondolatművészek és szóbűvészek. A mai angol irodalom mesterei (Rudyard Kipling, Katherine Mansfield, Aldous Huxley, H. G. Wells, George Bernard Shaw, G. K. Chesterton, Joseph Conrad, Lytton Strachey(wd), D. H. Lawrence) – Dante, Budapest, 1936 (A modern regény klasszikusai) · fordította: Gáspár János
- A gondolatolvasó gép (La Machine à lire les pensées) – Franklin-Társulat, Budapest, 1938 (Külföldi regényírók) · fordította: Komor András;
 – Szépirodalmi, Budapest, 1971 · fordította: Görög Lívia
- Az élet művészete (Un art de vivre) – Athenaeum, Budapest, 1939 · fordította: Illés Tibor
- Anglia története (Histoire de l'Angleterre) – Athenaeum, Budapest, 1939 · fordította: Németh Andor
- A varázsló vagy Chateaubriand élete; ford. Jankovich Ferenc; Athenaeum, Budapest, 1939
- Így vesztette el a háborút Franciaország (Les origines de la guerre de) – Magánkiadás, Budapest, 1941 · fordította: Balla Ernő
- Voltaire; ford. Laczkó Géza; Otthon Ny., Budapest, 1946 (Dante új könyvtár)
- A szerelem hét arca (Sept visages de l'amour) – Bibliotheca, Budapest, 1948 · fordította: Aradi Nóra
- Amerikai napló (Journal des États-Unis 1946) – Magyar Téka, Budapest, 1948 · fordította: Molnár Imre
- Franklin. Egy optimista élete (Franklin, la vie d'un optimist) – Franklin-Társulat, Budapest, 1948 · fordította: Várady Mária · illusztrálta: Howard Simon(wd)[28]
- Szeptemberi rózsák. Regény (Les Roses de septembre) – Európa, Budapest, 1957 · fordította: Bókay János
- L'Ange Gardien. Az őrangyal / La pelerine. A köpeny – Terra, Budapest, 1957 (Kétnyelvű kiskönyvtár) ·  · fordította: Flórián Tibor
- Fleming és a penicillin regénye (La Vie de sir Alexander Fleming) – Gondolat, Budapest, 1962 · fordította: Raffy Ádám
- A három Dumas (Les Trois Dumas) – Gondolat, Budapest, 1967 · fordította: Réz Pál, versford. Kárpáty Csilla
- Prometheusz vagy Balzac élete. Életrajz (Prométhée ou la Vie de Balzac) – Gondolat, Budapest, 1968 · fordította: Wessely László[29]
- Proust (À la recherche de Marcel Proust) – Gondolat, Budapest, 1976 · ISBN 9632804155 · fordította: Szávai Nándor
- Voltaire (Voltaire) – Akadémiai, Budapest, 1990 (Egyéniség és alkotás) · ISBN 963055559X · fordította: Laczkó Géza
- A Varázsló avagy Chateaubriand élete (René ou la Vie de Chateaubriand) – Tarandus, Győr, 2012 · ISBN 9786155261015 · fordította: Jankovich Ferenc

## Fordítás
- Ez a szócikk részben vagy egészben  az   André Maurois című angol Wikipédia-szócikk fordításán alapul.  Az eredeti cikk szerkesztőit annak laptörténete sorolja fel. Ez a jelzés csupán a megfogalmazás eredetét és a szerzői jogokat jelzi, nem szolgál a cikkben szereplő információk forrásmegjelöléseként.